# 小馬爾亞

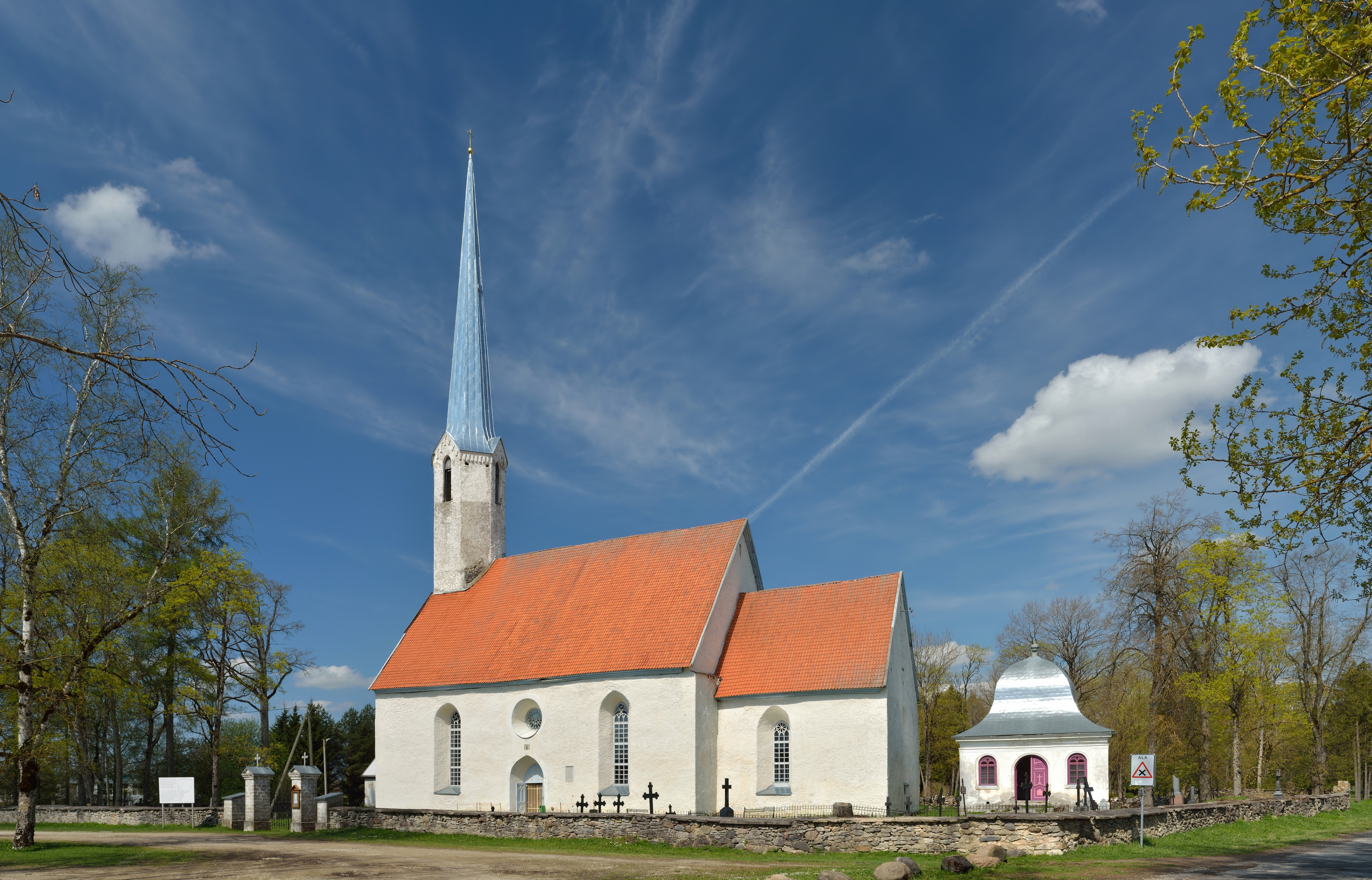
小馬爾亞教堂

小馬爾亞，是愛沙尼亞西維魯縣小馬爾亞市镇内的小鎮及其行政中心，位於該國北部，處於首都塔林以東90公里，海拔高度121米，2012年該小鎮人口2,155。
此地是相撲選手及國會議員把瑠都凱斗（Kaido Höövelson）的出生地。